# Harposcepa karschiana
Harposcepa karschiana är en insektsart som beskrevs av Schulthess Schindler 1898. Harposcepa karschiana ingår i släktet Harposcepa och familjen vårtbitare. Inga underarter finns listade i Catalogue of Life.